# リヴァイアサン (2012年の映画)
『リヴァイアサン』（Leviathan）は、ルシアン・キャスティン＝テイラーとヴェレナ・パラヴェル監督による2012年のアメリカ合衆国・フランス・イギリス合作のドキュメンタリー映画である。2012年8月8日、ロカルノ国際映画祭にて上映された。

## あらすじ
80フィートの長さをもつ漁船のFVアテナがマサチューセッツ州ニューベッドフォードから出港する。漁師たちが魚を捌く。カモメの群れが漁船の周囲を飛ぶ。魚の血で海が赤く染まる。舳先で波が砕ける。

## 評価
『IndieWire』のEric Kohnは本作に「A」の評価を与えて絶賛した。『Slant Magazine』のCalum Marshは「環境をアクション・ペインティングのように再構築した結果、忘れがたいものを現前させている」と述べて、本作に4つ星満点を与えた。
第65回ロカルノ国際映画祭にて国際映画批評家連盟賞を受賞した。